# Экиан
Экиан (490—577) — епископ ирландский. День памяти — 11 февраля.
Святой Экиан (Ecian), или Этхен (Etchen) жил в VI веке. Им был основан монастырь в Клонфаде, графство Уэстмит. Известен тем, что рукоположил св. Колумбу во священника.
Святой Этхен почитается как покровитель пахарей, крестьян. Статуя св. Этхена в храме Клонарда изображает его как пахаря.
Святой Этхен умер на 11 февраля 577 года и похоронен на кладбище в Клонфаде.
Известна школа в Киннегоде, носящая его имя.
Святой Этхен также упоминается в житии св. Колмана, сына Луахана, известного как Колман из Маллингара или Колман из Ланна. Помимо последнего, святой Этхен рукоположил во священники свв. Колмана из Эло и Колмана Комрэйра (Colman Comraire). Епископа Этхена изображают наставляющим Колмана, читающего псалмы, поющего гимны и проходящего вместе с ним церковные правила. По преданию, ангелы часто приходили в кельи, в которой святой Этхен общался с Колман. Это вызвало зависть других студентов, и епископ Этхен отправил Колмана в далекие края, чтобы тот учился вместе с Мохутой из Рахина.